# Sinomenium
Sinomenium é um género botânico pertencente à família Menispermaceae.

## Espécies
- Sinomenium acutum
- Sinomenium diversifolium
- Sinomenium heterophyllum

1. ↑  «Sinomenium — World Flora Online». www.worldfloraonline.org. Consultado em 19 de agosto de 2020